# Minuartia hamzaoglui
Minuartia hamzaoglui är en nejlikväxtart som beskrevs av Koç och Aksoy. Minuartia hamzaoglui ingår i släktet nörlar, och familjen nejlikväxter. Inga underarter finns listade i Catalogue of Life.